# Olympische Sommerspiele 2020/Teilnehmer (Slowakei)
| Gelbes Symbol für Goldmedaillen mit stilisierten Olympischen Ringen | Graues Symbol für Silbermedaillen mit stilisierten Olympischen Ringen | Braundes Symbol für Bronzemedaillen mit stilisierten Olympischen Ringen |
| ------------------------------------------------------------------- | --------------------------------------------------------------------- | ----------------------------------------------------------------------- |
| 1                                                                   | 2                                                                     | 1                                                                       |

Die Slowakei nahm an den Olympischen Spielen 2020 in Tokio mit 41 Sportlern in 13 Sportarten teil. Es war die insgesamt siebte Teilnahme an Olympischen Sommerspielen.

## Teilnehmer nach Sportarten

### Badminton
| Athleten        | Wettbewerb | Gruppenphase | Gruppenphase       | Gruppenphase | Gruppenphase | Achtelfinale  | Achtelfinale  | Viertelfinale | Viertelfinale | Halbfinale    | Halbfinale    | Finale        | Finale        | Rang          |
| Athleten        | Wettbewerb | Gegner       | Ergebnis           | Punkte       | Rang         | Gegner        | Ergebnis      | Gegner        | Ergebnis      | Gegner        | Ergebnis      | Gegner        | Ergebnis      | Rang          |
| --------------- | ---------- | ------------ | ------------------ | ------------ | ------------ | ------------- | ------------- | ------------- | ------------- | ------------- | ------------- | ------------- | ------------- | ------------- |
| Frauen          |            |              |                    |              |              |               |               |               |               |               |               |               |               |               |
| Martina Repiská | Einzel     | N. Sotomayor | 2:0 (21:19, 21:12) | 76:73        | 2            | ausgeschieden | ausgeschieden | ausgeschieden | ausgeschieden | ausgeschieden | ausgeschieden | ausgeschieden | ausgeschieden | ausgeschieden |
| Martina Repiská | Einzel     | M. Li        | 0:2 (18:21, 16:21) | 76:73        | 2            | ausgeschieden | ausgeschieden | ausgeschieden | ausgeschieden | ausgeschieden | ausgeschieden | ausgeschieden | ausgeschieden | ausgeschieden |

### Bogenschießen
| Athleten         | Wettbewerb | Qualifikation | Qualifikation | 1. Runde  | 1. Runde | 2. Runde      | 2. Runde      | Achtelfinale  | Achtelfinale  | Viertelfinale | Viertelfinale | Halbfinale    | Halbfinale    | Finale        | Finale        | Rang          |
| Athleten         | Wettbewerb | Ringe         | Rang          | Gegner    | Ergebnis | Gegner        | Ergebnis      | Gegner        | Ergebnis      | Gegner        | Ergebnis      | Gegner        | Ergebnis      | Gegner        | Ergebnis      | Rang          |
| ---------------- | ---------- | ------------- | ------------- | --------- | -------- | ------------- | ------------- | ------------- | ------------- | ------------- | ------------- | ------------- | ------------- | ------------- | ------------- | ------------- |
| Frauen           |            |               |               |           |          |               |               |               |               |               |               |               |               |               |               |               |
| Denisa Baránková | Einzel     | 655           | 12            | R. Pärnat | 4:6      | ausgeschieden | ausgeschieden | ausgeschieden | ausgeschieden | ausgeschieden | ausgeschieden | ausgeschieden | ausgeschieden | ausgeschieden | ausgeschieden | ausgeschieden |

### Boxen
| Athleten      | Wettbewerb              | 1. Runde  | 1. Runde | Achtelfinale    | Achtelfinale | Viertelfinale | Viertelfinale | Halbfinale    | Halbfinale    | Finale        | Finale        | Rang |
| Athleten      | Wettbewerb              | Gegner    | Ergebnis | Gegner          | Ergebnis     | Gegner        | Ergebnis      | Gegner        | Ergebnis      | Gegner        | Ergebnis      | Rang |
| ------------- | ----------------------- | --------- | -------- | --------------- | ------------ | ------------- | ------------- | ------------- | ------------- | ------------- | ------------- | ---- |
| Männer        |                         |           |          |                 |              |               |               |               |               |               |               |      |
| Andrej Csemez | Mittelgewicht bis 75 kg | A. Prince | 5:0      | A. Dartschinjan | 0:5          | ausgeschieden | ausgeschieden | ausgeschieden | ausgeschieden | ausgeschieden | ausgeschieden | 9    |

### Golf
| Athleten       | Runde 1 | Runde 2 | Runde 3 | Runde 4 | Gesamt | Par | Rang   |
| -------------- | ------- | ------- | ------- | ------- | ------ | --- | ------ |
| Männer         |         |         |         |         |        |     |        |
| Rory Sabbatini | 69      | 67      | 70      | 61      | 267    | −17 | Silber |

### Kanu

#### Kanurennsport
| Athleten                                       | Wettbewerb | Vorlauf      | Vorlauf | Viertelfinale | Viertelfinale | Halbfinale   | Halbfinale | Finale A/B   | Finale A/B | Rang   |
| Athleten                                       | Wettbewerb | Zeit         | Rang    | Zeit          | Rang          | Zeit         | Rang       | Zeit         | Rang       | Rang   |
| ---------------------------------------------- | ---------- | ------------ | ------- | ------------- | ------------- | ------------ | ---------- | ------------ | ---------- | ------ |
| Männer                                         |            |              |         |               |               |              |            |              |            |        |
| Peter Gelle                                    | K-1 1000 m | 3:42,131 min | 2       | —             | —             | 3:28,255 min | 7          | 3:28,240 min | 6          | 14     |
| Samuel Baláž Adam Botek                        | K-2 1000 m | 3:13,982 min | 3       | 3:11,458 min  | 2             | 3:20,917 min | 6          | 3:21,087 min | 2          | 10     |
| Samuel Baláž Adam Botek Denis Myšák Erik Vlček | K-4 500 m  | 1:21,807 min | 2       | —             | —             | 1:23,799 min | 2          | 1:23,534 min | 3          | Bronze |

#### Kanuslalom
| Athleten         | Wettbewerb | Vorlauf  | Vorlauf | Halbfinale | Halbfinale | Finale   | Finale | Rang   |
| Athleten         | Wettbewerb | Zeit     | Rang    | Zeit       | Rang       | Zeit     | Rang   | Rang   |
| ---------------- | ---------- | -------- | ------- | ---------- | ---------- | -------- | ------ | ------ |
| Frauen           |            |          |         |            |            |          |        |        |
| Eliška Mintálová | K-1        | 107,67 s | 8       | 107,18 s   | 2          | 158,36 s | 9      | 9      |
| Monika Škáchová  | C-1        | 116,85 s | 12      | 124,87 s   | 10         | 129,39 s | 9      | 9      |
| Männer           |            |          |         |            |            |          |        |        |
| Matej Beňuš      | C-1        | 96,89 s  | 1       | 106,40 s   | 9          | 105,60 s | 6      | 6      |
| Jakub Grigar     | K-1        | 92,38 s  | 8       | 96,27 s    | 4          | 94,85 s  | 2      | Silber |

### Leichtathletik
Laufen und Gehen 
| Athleten          | Wettbewerb   | Runde 1     | Runde 1 | Halbfinale    | Halbfinale    | Finale        | Finale        | Rang          |
| Athleten          | Wettbewerb   | Zeit        | Rang    | Zeit          | Rang          | Zeit          | Rang          | Rang          |
| ----------------- | ------------ | ----------- | ------- | ------------- | ------------- | ------------- | ------------- | ------------- |
| Frauen            |              |             |         |               |               |               |               |               |
| Gabriela Gajanová | 800 m        | 2:01,41 min | 7       | ausgeschieden | ausgeschieden | ausgeschieden | ausgeschieden | ausgeschieden |
| Emma Zapletalová  | 400 m Hürden | 55,00 s     | 6       | 55,79 s       | 6             | ausgeschieden | ausgeschieden | ausgeschieden |
| Mária Czaková     | 20 km Gehen  | —           | —       | —             | —             | 1:41:29 h     | 45            | 45            |
| Männer            |              |             |         |               |               |               |               |               |
| Ján Volko         | 100 m        | 10,40 s     | 7       | ausgeschieden | ausgeschieden | ausgeschieden | ausgeschieden | ausgeschieden |
| Ján Volko         | 200 m        | 21,21 s     | 5       | ausgeschieden | ausgeschieden | ausgeschieden | ausgeschieden | ausgeschieden |
| Miroslav Úradník  | 20 km Gehen  | —           | —       | —             | —             | 1:29:25 h     | 41            | 41            |
| Michal Morvay     | 50 km Gehen  | —           | —       | —             | —             | 4:15:22 h     | 41            | 41            |
| Matej Tóth        | 50 km Gehen  | —           | —       | —             | —             | 3:56:23 h     | 14            | 14            |

 Springen und Werfen 
| Athleten         | Wettbewerb | Qualifikation | Qualifikation | Finale        | Finale        | Rang |
| Athleten         | Wettbewerb | Weite/Höhe    | Rang          | Weite/Höhe    | Rang          | Rang |
| ---------------- | ---------- | ------------- | ------------- | ------------- | ------------- | ---- |
| Frauen           |            |               |               |               |               |      |
| Martina Hrašnová | Hammerwurf | 66,63 m       | 25            | ausgeschieden | ausgeschieden | 25   |
| Männer           |            |               |               |               |               |      |
| Marcel Lomnický  | Hammerwurf | 72,52 m       | 24            | ausgeschieden | ausgeschieden | 24   |

### Radsport

#### Straße
| Athleten    | Wettbewerb       | Zeit         | Rang |
| ----------- | ---------------- | ------------ | ---- |
| Männer      |                  |              |      |
| Juraj Sagan | Straßenrennen    | DNF          | –    |
| Lukáš Kubiš | Straßenrennen    | DNF          | –    |
| Lukáš Kubiš | Einzelzeitfahren | 1:06:25,20 h | 37   |

### Ringen

#### Freier Stil
Legende: G = Gewonnen, V = Verloren, S = Schultersieg
| Athleten      | Wettbewerb       | Achtelfinale | Achtelfinale | Viertelfinale | Viertelfinale | Halbfinale    | Halbfinale    | Hoffnungsrunde Halbfinale | Hoffnungsrunde Halbfinale | Hoffnungsrunde Finale | Hoffnungsrunde Finale | Finale        | Finale        | Rang |
| Athleten      | Wettbewerb       | Gegner       | Ergebnis     | Gegner        | Ergebnis      | Gegner        | Ergebnis      | Gegner                    | Ergebnis                  | Gegner                | Ergebnis              | Gegner        | Ergebnis      | Rang |
| ------------- | ---------------- | ------------ | ------------ | ------------- | ------------- | ------------- | ------------- | ------------------------- | ------------------------- | --------------------- | --------------------- | ------------- | ------------- | ---- |
| Männer        |                  |              |              |               |               |               |               |                           |                           |                       |                       |               |               |      |
| Boris Makojev | Klasse bis 86 kg | A. Naifonow  | V 0:6        | ausgeschieden | ausgeschieden | ausgeschieden | ausgeschieden | ausgeschieden             | ausgeschieden             | ausgeschieden         | ausgeschieden         | ausgeschieden | ausgeschieden | 14   |

### Schießen
| Athleten                            | Wettbewerb                            | Qualifikation   | Qualifikation | Finale          | Finale        | Ringe/ Scheiben | Rang |
| Athleten                            | Wettbewerb                            | Ringe/ Scheiben | Rang          | Ringe/ Scheiben | Rang          | Ringe/ Scheiben | Rang |
| ----------------------------------- | ------------------------------------- | --------------- | ------------- | --------------- | ------------- | --------------- | ---- |
| Frauen                              |                                       |                 |               |                 |               |                 |      |
| Zuzana Rehák-Štefečeková            | Trap                                  | 125             | 1             | 43              | 1             | 168             | Gold |
| Danka Barteková                     | Skeet                                 | 118             | 13            | ausgeschieden   | ausgeschieden | 118             | 13   |
| Männer                              |                                       |                 |               |                 |               |                 |      |
| Juraj Tužinský                      | Luftpistole 10 Meter                  | 570             | 27            | ausgeschieden   | ausgeschieden | 570             | 27   |
| Patrik Jany                         | Luftgewehr 10 Meter                   | 630,5           | 4             | 145,4           | 7             | 775,9           | 7    |
| Patrik Jany                         | Kleinkalibergewehr Dreistellungskampf | 1172            | 13            | ausgeschieden   | ausgeschieden | 1172            | 13   |
| Erik Varga                          | Trap                                  | 122             | 11            | ausgeschieden   | ausgeschieden | 122             | 11   |
| Mixed                               |                                       |                 |               |                 |               |                 |      |
| Marián Kovačócy Jana Špotáková      | Trap                                  | 144             | 8             | ausgeschieden   | ausgeschieden | 144             | 8    |
| Erik Varga Zuzana Rehák-Štefečeková | Trap                                  | 146             | 3             | 42              | 4             | 188             | 4    |

### Schwimmen
| Athleten           | Wettbewerb          | Vorlauf        | Vorlauf | Halbfinale    | Halbfinale    | Finale        | Finale        | Rang |
| Athleten           | Wettbewerb          | Zeit           | Rang    | Zeit          | Rang          | Zeit          | Rang          | Rang |
| ------------------ | ------------------- | -------------- | ------- | ------------- | ------------- | ------------- | ------------- | ---- |
| Frauen             |                     |                |         |               |               |               |               |      |
| Andrea Podmaníková | 100 m Brust         | 1:08,36 min NR | 28      | ausgeschieden | ausgeschieden | ausgeschieden | ausgeschieden | 28   |
| Andrea Podmaníková | 200 m Brust         | 2:29,56 min    | 30      | ausgeschieden | ausgeschieden | ausgeschieden | ausgeschieden | 30   |
| Männer             |                     |                |         |               |               |               |               |      |
| Richard Nagy       | 200 m Schmetterling | 2:01,91 min    | 37      | ausgeschieden | ausgeschieden | ausgeschieden | ausgeschieden | 37   |
| Richard Nagy       | 400 m Lagen         | 4:18,29 min    | 23      | —             | —             | ausgeschieden | ausgeschieden | 23   |

### Tennis
| Athleten                  | Wettbewerb | 1. Runde                 | 1. Runde       | 2. Runde      | 2. Runde      | Achtelfinale              | Achtelfinale      | Viertelfinale | Viertelfinale | Halbfinale    | Halbfinale    | Finale / Platz 3 | Finale / Platz 3 |
| Athleten                  | Wettbewerb | Gegner                   | Ergebnis       | Gegner        | Ergebnis      | Gegner                    | Ergebnis          | Gegner        | Ergebnis      | Gegner        | Ergebnis      | Gegner           | Ergebnis         |
| ------------------------- | ---------- | ------------------------ | -------------- | ------------- | ------------- | ------------------------- | ----------------- | ------------- | ------------- | ------------- | ------------- | ---------------- | ---------------- |
| Männer                    |            |                          |                |               |               |                           |                   |               |               |               |               |                  |                  |
| Norbert Gombos            | Einzel     | M. Giron                 | 6:74, 6:3, 2:6 | ausgeschieden | ausgeschieden | ausgeschieden             | ausgeschieden     | ausgeschieden | ausgeschieden | ausgeschieden | ausgeschieden | ausgeschieden    | ausgeschieden    |
| Lukáš Klein               | Einzel     | J. Duckworth             | 7:5, 3:6, 6:74 | ausgeschieden | ausgeschieden | ausgeschieden             | ausgeschieden     | ausgeschieden | ausgeschieden | ausgeschieden | ausgeschieden | ausgeschieden    | ausgeschieden    |
| Lukáš Klein Filip Polášek | Doppel     | A. Karazew / D. Medwedew | 7:5, 6:4       | —             | —             | T. Sandgren / A. Krajicek | 7:62, 2:6, [5:10] | ausgeschieden | ausgeschieden | ausgeschieden | ausgeschieden | ausgeschieden    | ausgeschieden    |

### Tischtennis
| Athleten                        | Wettbewerb | 1. Runde | 1. Runde | 2. Runde     | 2. Runde | 3. Runde      | 3. Runde      | Achtelfinale                    | Achtelfinale  | Viertelfinale | Viertelfinale | Halbfinale    | Halbfinale    | Finale/Platz 3 | Finale/Platz 3 | Rang  |
| Athleten                        | Wettbewerb | Gegner   | Erg.     | Gegner       | Erg.     | Gegner        | Erg.          | Gegner                          | Erg.          | Gegner        | Erg.          | Gegner        | Erg.          | Gegner         | Erg.           | Rang  |
| ------------------------------- | ---------- | -------- | -------- | ------------ | -------- | ------------- | ------------- | ------------------------------- | ------------- | ------------- | ------------- | ------------- | ------------- | -------------- | -------------- | ----- |
| Frauen                          |            |          |          |              |          |               |               |                                 |               |               |               |               |               |                |                |       |
| Barbora Balážová                | Einzel     | —        | —        | Liu Juan     | 0:4      | ausgeschieden | ausgeschieden | ausgeschieden                   | ausgeschieden | ausgeschieden | ausgeschieden | ausgeschieden | ausgeschieden | ausgeschieden  | ausgeschieden  | 33–48 |
| Männer                          |            |          |          |              |          |               |               |                                 |               |               |               |               |               |                |                |       |
| Wang Yang                       | Einzel     | —        | —        | David Powell | 4:0      | Kōki Niwa     | 0:4           | ausgeschieden                   | ausgeschieden | ausgeschieden | ausgeschieden | ausgeschieden | ausgeschieden | ausgeschieden  | ausgeschieden  | 17–32 |
| Mixed                           |            |          |          |              |          |               |               |                                 |               |               |               |               |               |                |                |       |
| Ľubomír Pištej Barbora Balážová | Doppel     | —        | —        | —            | —        | —             | —             | Ovidiu Ionescu Bernadette Szőcs | 1:4           | ausgeschieden | ausgeschieden | ausgeschieden | ausgeschieden | ausgeschieden  | ausgeschieden  | 9–16  |

### Turnen

#### Gerätturnen
| Athleten         | Wettbewerb       | Qualifikation | Qualifikation | Finale        | Finale        | Rang |
| Athleten         | Wettbewerb       | Punkte        | Rang          | Punkte        | Rang          | Rang |
| ---------------- | ---------------- | ------------- | ------------- | ------------- | ------------- | ---- |
| Frauen           |                  |               |               |               |               |      |
| Barbora Mokošová | Boden            | 12,833        | 37            | ausgeschieden | ausgeschieden | 37   |
| Barbora Mokošová | Schwebebalken    | 11,700        | 72            | ausgeschieden | ausgeschieden | 72   |
| Barbora Mokošová | Stufenbarren     | 13,333        | 38            | ausgeschieden | ausgeschieden | 38   |
| Barbora Mokošová | Mehrkampf Einzel | 51,199        | 52            | ausgeschieden | ausgeschieden | 52   |